# رالف فرانتس هرشمان
رالف فرانتس هرشمان (انگلیسی: Ralph F. Hirschmann؛ ۶ مهٔ ۱۹۲۲ – ۲۰ ژوئن ۲۰۰۹) یک شیمی‌دان آلمانی الاصل اهل ایالات متحده آمریکا بود که موفق به کسب جوایزی مانند نشان ملی علوم شد. زمینه تحقیقاتی او شیمی دارویی بود و در این مسیر موفق شد برای اولین بار، یک آنزیم یعنی آنزیم ریبونوکلئاز را از طریق سنتز شیمیایی تهیه نماید.